# 高原站 (咸镜南道)
高原站（朝鲜语：／ Kowŏn yŏk */?）是位于朝鮮民主主義人民共和國咸镜南道高原郡的一個鐵路車站，属于江原线和平罗线。

## 邻近车站
江原线
高原站 - 前滩站
平罗线
浮来山站 - 高原站 - 玄兴站